# Penshurst Place

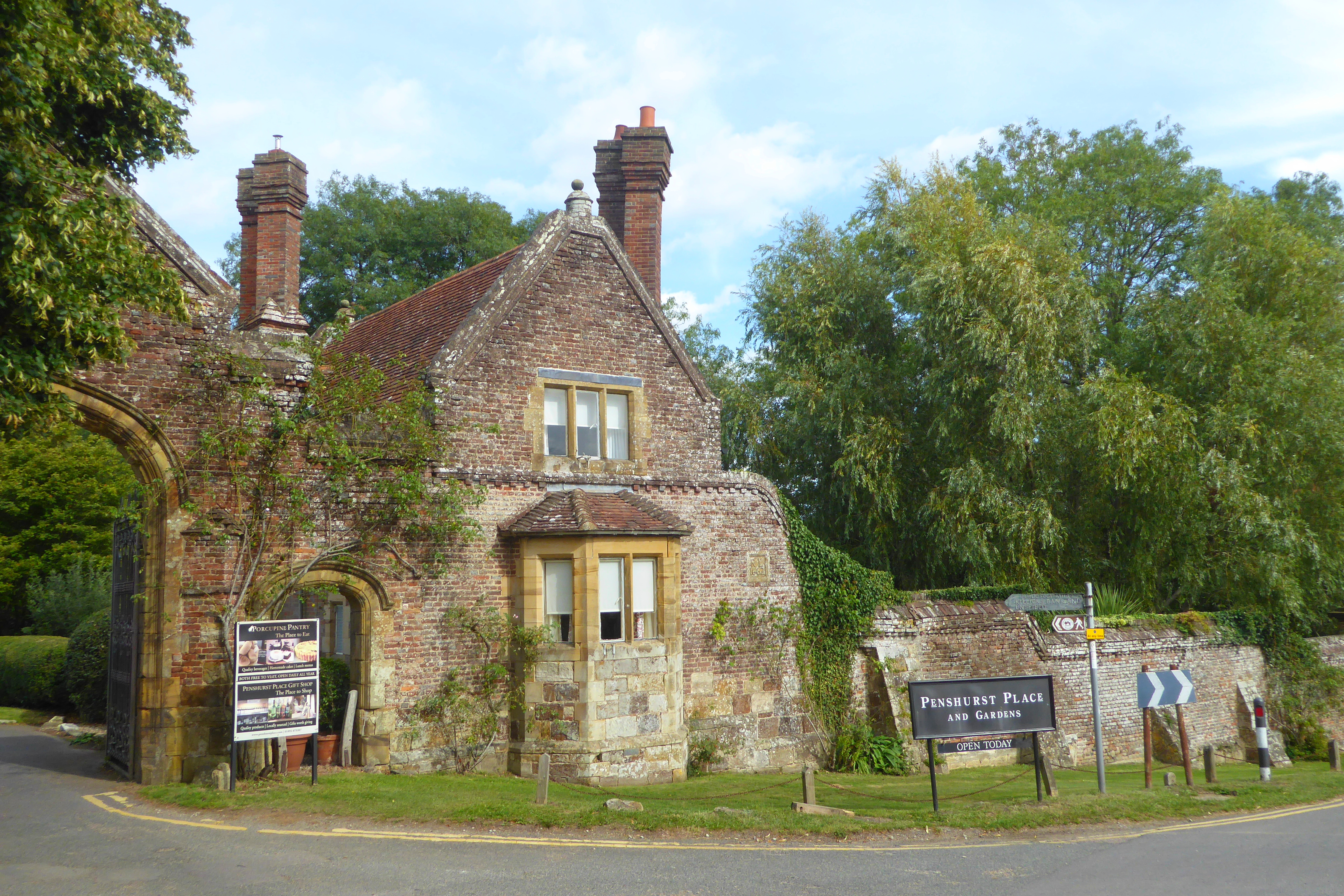
L'ingresso della tenuta di Penshurst Place

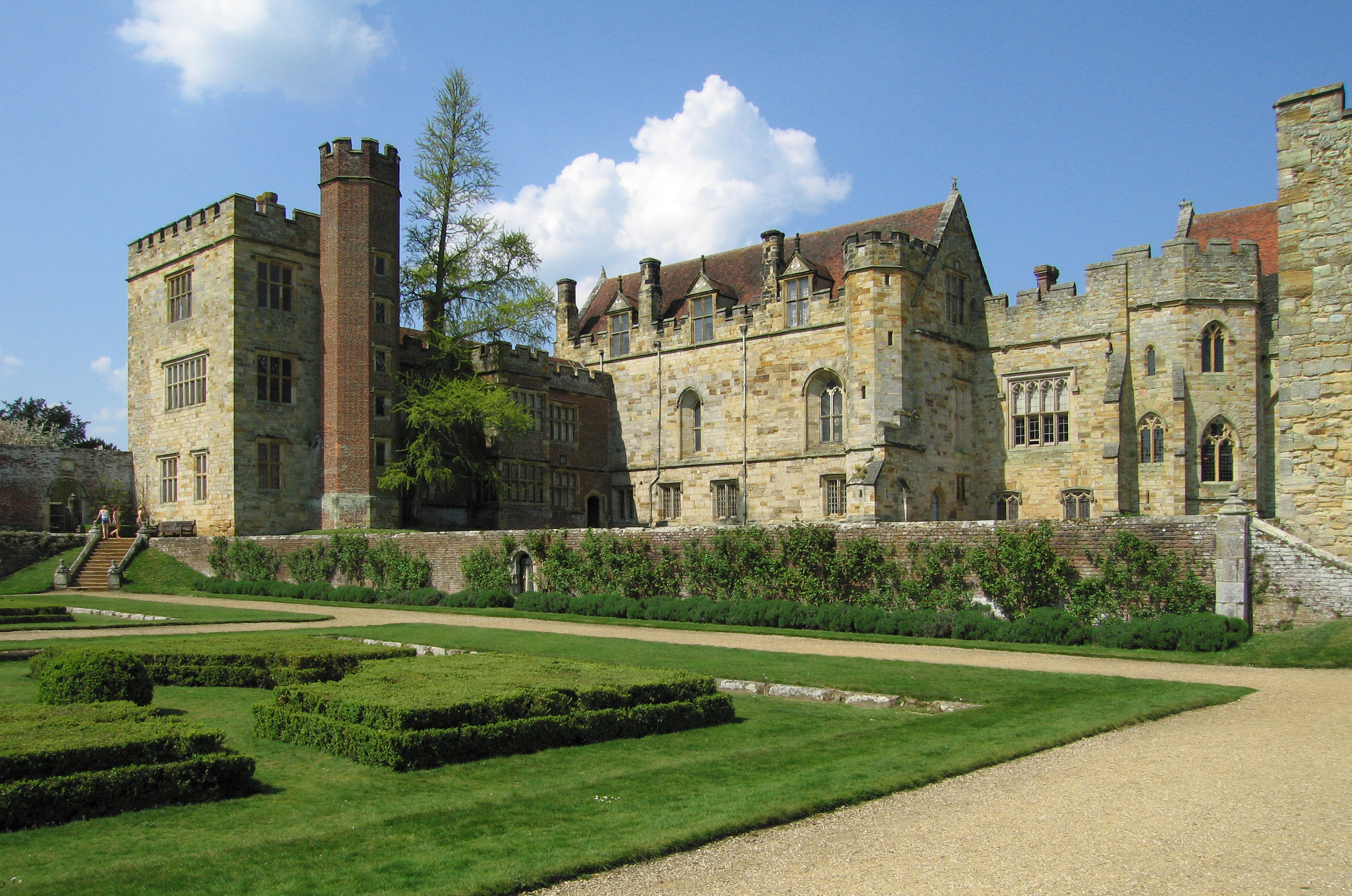
La facciata principale di Penshurst Place

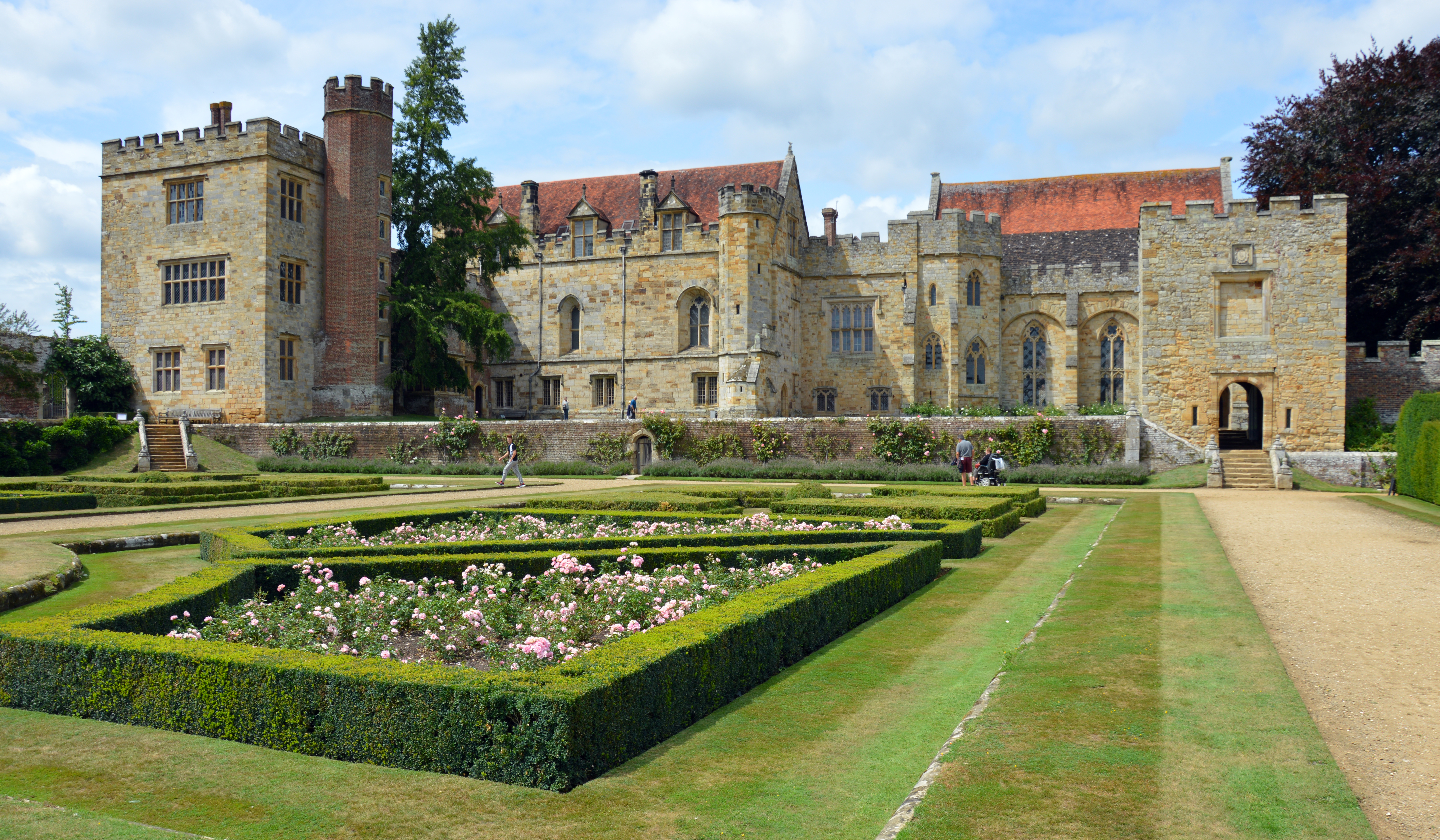
Giardini di Penshurst Place

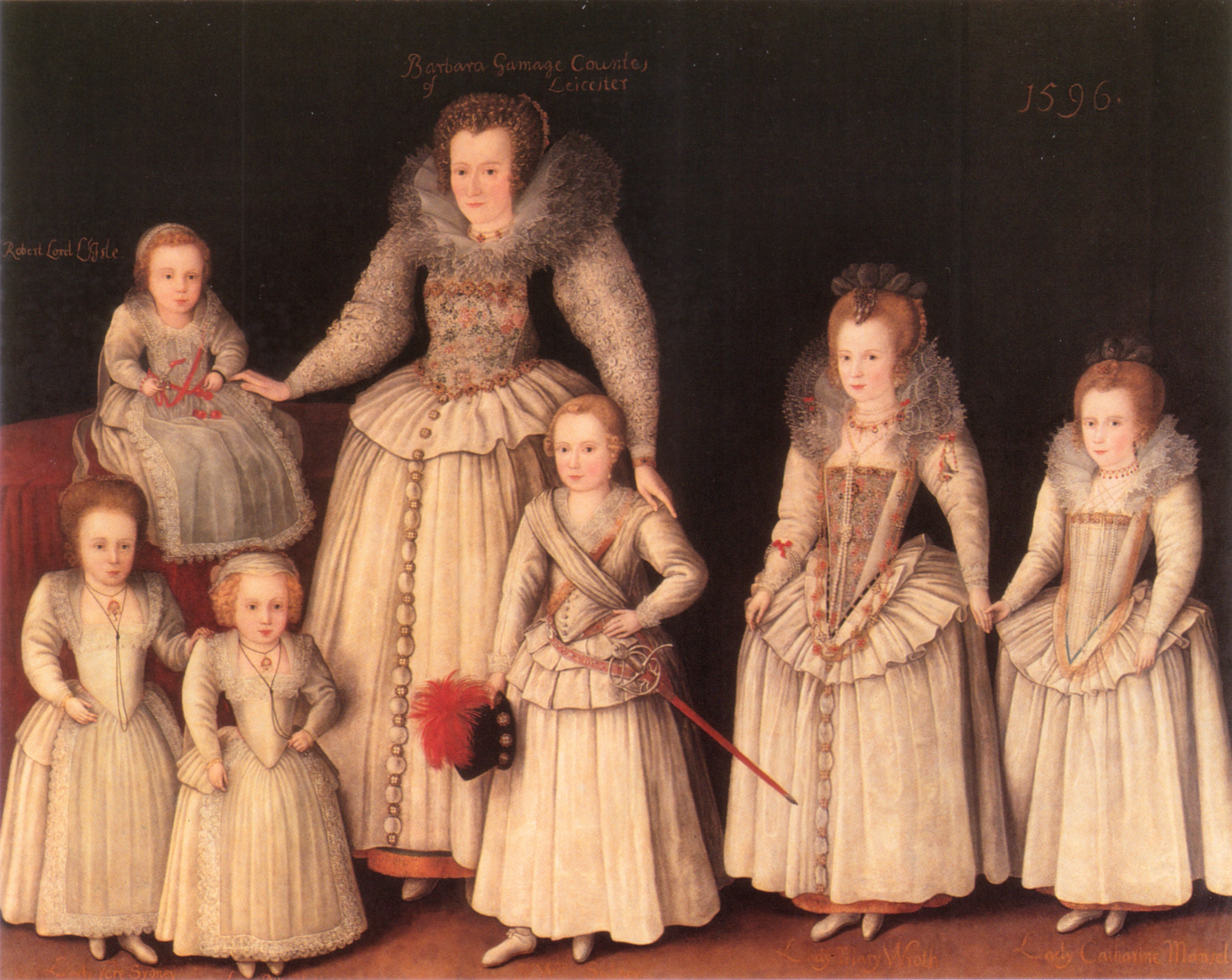
Dipinto conservato in una sala di Penshurst Place

Penshurst Place è una storica residenza del villaggio inglese di Penshurst, nella contea del Kent (Inghilterra sud-orientale), costruita a partire dal 1341 per volere di John de Pultenay e dalla metà del XVI secolo di proprietà della famiglia Sidney.
La residenza è classificata come palazzo di I grado.

## Storia
Nel corso del XIII secolo, la tenuta di Penshurst era di proprietà della famiglia Penchester. Nel 1329 o 1338, la tenuta venne ceduta dai Penchester a John de Pultenay, uno degli uomini più facoltosi dell'epoca.
Pulteney fece realizzare un palazzo, che fu completato nel 1341: per la costruzione, fu probabilmente incaricato l'architetto di re Edoardo III d'Inghilterra.
Nel 1391, in seguito alla rivolta dei contadini, avvenuta dieci anni prima, e per il timore di possibili invasioni straniere, Pulteney fece dotare il palazzo di una struttura difensiva, realizzata di Sir John Devereux.
In seguito, nel 1401, sei anni dopo la morte di John de Pulteney, la residenza passò nelle mani di John, duca di Bedford, il terzo figlio di re Enrico IV d'Inghilterra. A lui è attribuita la realizzazione di una seconda hall, risalente al 1430.
Dopo la morte del duca di Bedford, avvenuta nel 1435, Penshurst Place fu ereditata dal suo fratello più giovane, Humphrey, duca di Gloucester. Successivamente, la residenza passò, sempre per via ereditaria, nelle mani degli Stafford, duchi di Buckingham, segnatamente Humphrey Stafford, I duca di Buckingham (dal 1447), Henry Stafford, II duca di Buckingham (dal 1460) e Edward Stafford, III duchi di Buckingham (dal 1483).
Nel 1519, Edward Stafford tenne a Penshurst Place un evento che gli costò la cifra di 2 500 sterline (l'equivalente di un milione di sterline del XXI secolo) e che ebbe come ospite d'onore re Enrico VIII d'Inghilterra.
Due anni dopo, però, Stafford fu accusato di tradimento e Penshurst Place venne requisita dalla Corona, diventando la residenza di caccia di re Enrico VIII. In seguito, nel 1552, re Edoardo VI d'Inghilterra, figlio di Enrico VIII, cedette Penshurst a Sir William Sidney, come dono di riconoscenza per essere stato il suo mentore.
William Sidney morì di lì a poco e la residenza fu ereditata dal figlio, Sir Henry Sidney, una persona che si era fatta un nome in politica. Il fratello più giovane di Henry Sidney, Robert, fece realizzare all'interno della residenza la Long Gallery.
Nel XVIII secolo, con la cessazione della linea ereditaria diretta, la tenuta passò attraverso la linea ereditaria femminile nelle mani di Sir John Shelley, primo lord De L'isle, che assunse il cognome Sidney. Gli Shelley fecero restaurare le strutture medievali e Tudor e aprirono varie stanze al pubblico.
Nel 1818, l'ala nord-orientale del palazzo fu rimodellata dall'architetto John Rebecca in stile Tudor-gotico revival.
Fino al 2016 sopravvisse all'interno della tenuta una quercia ultracentenaria nota come "Bear Oak" ("quercia dell'orso"), che secondo la leggenda sarebbe stato piantata il 30 novembre 1554 per celebrare la nascita di Sir Philip Sidney, futuro poeta e soldato.

## Architettura

### Esterni
Il palazzo ha una lunghezza di 60 piedi e una larghezza di 40 piedi.
La parte meridionale del palazzo è circondata da giardini, in gran parte in stile italiano, che occupano un'area di circa 10-11 acri. Nei giardini di Penshurst Place, crescono, alberi da frutto, rose e tulipani.

### Interni
Tra le stanze aperte al pubblico per la visita, figurano la Longo Gallery, la Queen Elizabeth Room e The Solar.

## Penshurst Place nella cultura di massa

### Letteratura
- A Penshurst Place è dedicato il poema di Ben Jonson To Penshurst, redatto nel 1616[1][5]

### Cinema
- Penshurst Place fu una delle location del film del 1969, diretto da Charles Jarrott e con protagonisti Richard Burton e Geneviève Bujold, Anna dei mille giorni (Anne of the Thousand Days)[6][7]
- Penshurst Place fu una delle location del film del 2008, diretto da Justin Chadwick e con protagonisti Natalie Portman, Scarlett Johansson ed Eric Bana, L'altra donna del re (The Other Boleyn Girl)[6][8]
- Penshurst Place fu una delle location del film del 2018, diretto da Josie Rourke e con protagonista Saoirse Ronan, Maria regina di Scozia (Mary Queen of Scots)[6]

### Televisione
- I giardini di Penshurst Place furono utilizzati come location nella miniserie televisiva del 1971, realizzata dalla BBC e con protagonista Glenda Jackson, Elisabetta Regina (Elizabeth R) [9]
- Gli interni di Penshurst Place furono utilizzati come location della serie televisiva statunitense del 1992 Covington Cross[10]
- Penshurst Place fu una delle location della fiction del 2017, trasmessa da BBC 2 e con protagonista Anita Dobson, Armada: 12 Days to Save England[6]